# Route départementale 152 (Val-de-Marne)
Pour les articles homonymes, voir Route départementale 152.
La route départementale 152 relie Ivry-sur-Seine à Choisy-le-Roi.
Elle fait partie du réseau routier principal du département du Val-de-Marne.

## Histoire
- Avant 2009, cet axe était la D52 et la D124.

## Itinéraire
- Ivry-sur-Seine D19 D154
- Vitry-sur-Seine D48
- Quai Jules-Guesde
- Choisy-le-Roi D86 D274